# مارك كروساس
مارك كروساس (بالإسبانية: Marc Crosas) (9 يناير 1988 في سانت فيليو غويكسولز) لاعب كرة قدم إسباني يلعب حاليا في نادي الدرجة الممتازة سيلتيك الاسكتلندي ومنتخب قطالونيا في مركز الوسط المحوري .

## المسيرة الرياضية مع الأندية

### برشلونة
بدأ كروساس مسيرته الرياضية في نادي برشلونة سنة 2006 بتوقيعه على عقد يمتد لخمس سنوات . شارك في أول مباراة رسمية في بطولة كأس إسبانيا بديلا عن أندريس أنييستا في الدقيقة 76 . تم اختيار كروساس ضمن تشكيلة نادي برشلونة المشارك في بطولة كأس العالم للأندية 2006 في اليابان واحتل فيها المركز الثاني . في 12 ديسمبر 2007 شارك في أول مباراة له بطولة دوري أبطال أوروبا أمام نادي شتوتغارت الألماني على ملعب كامب نو . شارك في المباراة النهائية لبطولة كأس قطالونيا حيث تغلب نادي برشلونة على نادي إسبانيول 5-4 بركلات الجزاء الترجيحية بعدما انتهى الوقتين الأصلي والإضافي بالتعادل الإيجابي 1-1 . سجل كروساس هدف ركلة الجزاء الترجيحية الأخيرة التي منحت البطولة لناديه .

### ليون
في 11 يناير 2008 توصل نادي برشلونة مع نادي ليون الفرنسي على اتفاق بانتقال كروساس بعقد إعارة من الأول إلى الثاني حتى نهاية الموسم . ويأتي قرار نادي برشلونة هذا بسبب كثرة لاعبي خط الوسط بالنادي والمنافسة الشديدة بينهم ومنح أمل لكروساس بالمشاركة أساسيا في نادي كبير . وبعد انتقال كروساس إلى نادي ليون فقد التزم القيام بالتدريبات بجانب لاعب الوسط البرازيلي جونينهو برنامبوكانو من أجل الاستزادة من خبرته العريضة . شارك كروساس في أول مباراة رسمية في 20 يناير أمام نادي لنس حيث شارك أساسيا مكان جونينهو برنامبوكانو المصاب . لسوء حظ كروساس فإن نادي ليون خسر المباراة بنتيجة 0-3 . وفي نهاية الموسم ساهم كروساس في فوز نادي ليون ببطولة دوري الدرجة الأولى للمرة السابعة على التوالي . مع قرب انتهاء فترة إعارة كروساس صرح رئيس نادي ليون جان ميشيل أولاس لصحيفة ليكيب الفرنسية بأنه من الممكن تحويل عقد الإعارة إلى عقد دائم بسبب تقديمه أداء طيب .

### سيلتيك
في أغسطس 2008 وافق كروساس على الانتقال إلى نادي سيلتيك مقابل 415 ألف جنيه إسترليني قابل للزيادة إلى 1.6 مليون جنيه إسترليني على حسب المباريات التي سيشارك بها . وسيمتد العقد الذي سيربط بينهما 4 سنوات . ووضع نادي برشلونة بند في العقد يسمح له بالتعاقد مجددا بكروساس مقابل 1.65 مليون جنيه إسترليني حتى صيف سنة 2010 . تم تقديم كروساس قبل بدء مباراة نادي سلتيك ونادي سانت ميرين وشارك في أول مباراة رسمية بديلا عن سكوت براون أمام نادي فالكيرك على ملعب سلتيك بارك في 23 أغسطس ثم شارك في أول مباراة من التشكيلة الأساسية أمام نادي ماذرويل على ملعب الأخير فير بارك في 13 سبتمبر . في 4 أكتوبر تم اختياره أفضل لاعب في المباراة أمام نادي هاميلتون . سدد ركلة الجزاء الترجيحية بنجاح في مرمى نادي داندي يونايتد ضمن الدور النصف النهائي من بطولة كأس رابطة الأندية الاسكتلندية المحترفة التي توج بها لاحقا . سجل كروساس أول هدف رسمي في مرمى نادي سانت ميرين في 28 فبراير 2009 وانتهت المباراة بفوز عريض بلغ 7-0 .

## المسيرة الرياضية مع المنتخبات
بين 2004 و2005 شارك كروساس في 8 مباريات دولية مع منتخب إسبانيا للناشئين تحت 17 سنة ثم انضم إلى منتخب إسبانيا للناشئين تحت 19 سنة ولكن تم استبعاده بسبب الإصابة . كما أن كروساس يمثل منتخب قطالونيا الذي يديره اتحاد قطالونيا لكرة القدم ولا ينتمي إلى الاتحاد الدولي لكرة القدم أو الاتحاد الأوروبي لكرة القدم . شارك للمرة الأولى بديلا عن سيرجيو غارسيا في الدقيقة 73 أمام منتخب الباسك بينما شارك في 3 المباريات أمام منتخب كولومبيا .

## روابط خارجية
- مارك كروساس على موقع رابطة كرة القدم الفرنسية للمحترفين (الإنجليزية)
- مارك كروساس على موقع قاعدة بيانات كرة القدم.إي يو (الإنجليزية)
- مارك كروساس على موقع بيانات كرة القدم. دي إي (الألمانية)
- مارك كروساس على موقع ليكيب (الفرنسية)
- مارك كروساس على موقع Soccerbase.com (لاعب) (الإنجليزية)
- مارك كروساس على موقع Soccerway.com (الإنجليزية)
- مارك كروساس على موقع عالم كرة القدم.نت (الإنجليزية)
- مارك كروساس على موقع AS.com (الإسبانية)